# لوتوف اس-۷
لوتوف اس-۷ (به انگلیسی: Letov_Š-7) یک هواگرد ملخ‌پیشین تک‌موتوره از نوع هواپیمای جنگنده ساخت شرکت لتوف کبلی است. هواگرد لوتوف اس-۷ نخستین پروازش را در ۱۹۲۳ میلادی انجام داد. در مجموع، تعداد ۱ فروند از این هواگرد ساخته شده‌است.
طراح این هواگرد، Alois Šmolik بود.